# ロバート・D・エルドリッヂ
ロバート・D・エルドリッヂ（英: Robert D. Eldridge、1968年1月23日 - ）は、アメリカ合衆国の政治学者、元在沖縄米軍海兵隊政務外交部次長。エルドリッジとも表記される。

## 来歴
ニュージャージー州生まれ。父親は太平洋戦争時に沖縄戦を戦ったという。1986年9月、ヴァージニア州リンチバーグ大学で国際関係を専攻する。在学時、寮の同部屋だった大阪府出身の日本人と交流し刺激を受け、1989年1月から7月まで、フランスのパリ・アメリカ大学に留学。また、1989年8月から12月迄ワシントンD.C.でのインターンシップを経験する。
1990年5月、同大学を卒業（名誉優等卒・学士）し、同年の夏、JETプログラム四期生として訪日。兵庫県多可郡中町（現：多可町）の公立中学校にて英語教師として派遣され、二期2年務める。歴史の研究をすべく、世話になっていた神戸新聞編集幹部の人間に相談し、指導教諭である五百籏頭眞を紹介され、1994年4月、神戸大学大学院法学研究科博士課程前期課程に入学、1996年3月、博士前期課程修了。博士課程に進む予定では無かったが、阪神・淡路大震災の経験から、1996年4月、博士後期課程に進み、1999年3月、博士後期課程（日本政治外交史）修了。この頃に、「昭和天皇と沖縄 ― 『天皇メッセージの再考』をめぐる吉田・ダレスの『交渉』 ―」を寄稿し、第5回 読売論壇新人賞最優秀作を受賞。1999年4月、財団法人サントリー文化財団のフェロー（特別研究員）を務め、奄美大島返還、硫黄島返還の論文を発表。
2000年10月から、平和・安全保障研究所の特別研究員を務めていた際、ハワイのアメリカ太平洋軍アメリカ海兵隊司令官のスタッフと意見交換する中で、政策提言する機会を得る様になった。2001年7月から大阪大学大学院・国際公共政策研究科の助教授を務める。
2003年、「沖縄問題の起源 ― 戦後日米関係における沖縄 1945 - 1952」を発表し、第15回 アジア・太平洋賞の特別賞、第25回サントリー学芸賞・思想歴史部門を受賞。
2004年9月、太平洋軍司令部客員研究員、政治顧問に就任しハワイへ移住。2005年8月に退任し、大阪大学に戻る。
客員研究員時代に辺野古移設が棚上げ状態になっていた時に、SACOでの経緯を検証、総括、整理を行った結果、勝連半島沖に人工島を作り、基地機能を集約した「勝連構想」を提案。2009年2月、政権交代前に鳩山由紀夫当時：民主党幹事長、沖縄県選出議員に政策提言を行っていた。
2006年には大阪大学での「9/11総選挙後の日本の外交・安全保障政策の行方」と題するプログラムで助教授として、大阪大学大学院国際公共政策研究科の教授星野俊也、NHK解説者で現英国王立防衛安全保障研究所（RUSI）の秋元千明、アジア太平洋安全保障研究センター（APCSS）の助教授佐藤洋一郎と討論。
2009年10月、大阪大学を辞任し、在日米軍沖縄海兵隊司令部の政治顧問に就任。長年過ごした京阪神から沖縄県へ転居し、沖縄の基地紛争の緩和の任にあたった。
2015年2月、米軍キャンプ・シュワブ基地内の監視カメラ映像を外部の民間人に流出させた責任を問われ、在日米海兵隊の外交政策部次長の職を更迭される。
その後、法政大学沖縄文化研究所国内研究員及び沖縄国際大学沖縄法制研究所の特別研究員として、その後は、日本文化チャンネル桜 沖縄支局のキャスターが代表理事を務める、沖縄国際交流政策研究所の主任研究員として活動しており、後述の事件以降は、メディアへも出演している。旧統一教会系の世界日報社『ビューポイント』のWeb版でも記事を寄稿。世界日報の読者でつくる「世日クラブ」でも講演を行っているその後、沖縄県から、元来から居住していた兵庫県に再び転居した。

## エピソード

### トモダチ作戦の立案
阪神・淡路大震災の被災、ボランティア経験から、2004年10月、アジア太平洋地域の災害救援、人道活動の論文を纏めていた同時期に、スマトラ沖地震が発生。その経験を米軍と自衛隊とシェアをさせ、阪大時代の2006年1月、災害派遣の総括の国際会議を開催していた。
その経験を元に、2011年東日本大震災発生時、菅内閣からの要請により、水没した仙台空港を災害派遣の拠点にする為の早期復旧を米津等史を橋渡し役として交渉し、横田基地から現地入り。生存者救出のため大島へ上陸をさせる作戦の段取りの調整役を務めた。また、トモダチ作戦の実行時に、東北の地元紙に論文を寄稿して、世論契機を行った。
2012年12月、横須賀基地所属の米空母「ロナルド・レーガン」の乗組員8名が必要な情報もなく被曝したとして、東京電力に総額1億1000万ドルの損害賠償を求め訴訟。最終的には、この作戦によって情報と防備も不十分なまま被ばくしたと東電とGMを訴えた米兵たちの数は420名を超えた。

### 米軍海兵隊外交政策部職の解任
2015年2月、キャンプ・シュワブ前で抗議活動をしていた沖縄平和運動センター議長の山城博治が刑事特別法違反の疑いで逮捕された。刑事特別法違反の抵触は「提供区域との境界を示す黄色のラインを越えていたか越えていなかったか」であり、山城は越えていない事を主張。これを受けて2015年3月に山城が黄色のラインを越えていた事が確認できるとする基地監視カメラの映像が、51歳の男性によって動画サイトYoutubeに投稿された。海兵隊は、この行為が「非公式なルートで不適切に公表され」たものであると認め、エルドリッヂが映像の外部流出に関与したとして、在沖縄米軍海兵隊外交政策部次長の職から解任した。エルドリッヂは、「正論」のインタビューで、映像の流出に関与したことを認めた上で、正確な情報を伝える目的でおこなったものであり、映像も機密指定は無く、違法行為ではないと述べた。また、海兵隊を解雇されたことは予想外であったとして、処分に不満の意を示した。エルドリッヂ自身、自分の行為は「流出」では無く、「提供」、「公開」であると定義している。その理由は、メディア対応は自らの仕事であり、映像自体が軍の機密に触れる物ではなかったとしている。この解任事件が、一部では「第二の一色事件」「第二のSengoku38事件」、「第二のケヴィン・メア事件」、と呼ばれているが、全然状況が違うと指摘している。

### 普天間移設問題と沖縄県民投票
2018年10月、米海兵隊普天間飛行場の辺野古移設に関する2019年沖縄県民投票に対し、石垣市議会が反対する決議案を採択した際、八重山日報に「県民投票に反対した石垣市議会に異議あり」と題する記事を発表した。県民投票支持の根拠の一つとして「国民は憲法や自治法によって住民投票の権利が保障されている」、また第二として、辺野古移設に関して「沖縄県民は一度も「投票」する機会がなかった」こと、また辺野古移設に関しては、「中央政府は同計画を国民に対してちゃんと説明してこなかっただけではなく、計画の予算、規模、予定、環境被害などの計画の詳細について、国民をごまかしている。辺野古への移設は「ベスト」だと繰り返しているに過ぎない。支持者さえ、辺野古への移設がなぜベストなのかを説明できない。筆者は違うと思うが、辺野古移設が政府の言うベストであれば、県民投票こそ、その計画を県民に説明する絶好の機会」と、辺野古移設への疑問を表明した。

## 出演番組

### テレビ
- ビートたけしのTVタックル（テレビ朝日） - 2013年2月10日
- そこまで言って委員会NP（読売テレビ）
- BSフジLIVE プライムニュース（BSフジ）
- おはよう朝日です（朝日放送）
- 教えて!ニュースライブ 正義のミカタ（朝日放送）

### ラジオ
- ザ・ボイス そこまで言うか!（ニッポン放送） - 2017年11月9日
- おはようパーソナリティ道上洋三です（ABCラジオ) - 2017年10月12日
- 中山泰秀の「やすトラダムス」（Kiss-FM）

## 著書

### 単著
- The Origins of the Bilateral Okinawa Problem. Routledge. (2001). ISBN 978-0815339489
- 『沖縄問題の起源』名古屋大学出版会、2003年、364頁。ISBN 978-4815804596。
- 『奄美返還と日米関係』南方新社、2003年。ISBN 978-4931376939。
- The Return of the Amami Islands. Lexington Books. (2004). ISBN 978-0739107102
- 『硫黄島・小笠原をめぐる日米関係』南方新社、2008年。ISBN 978-4861241406。
- 『オキナワ論 在沖縄海兵隊元幹部の告白』新潮社、2016年、192頁。ISBN 978-4106106514。

### 共編
- Japanese Public Opinion and the War on Terror(New York: Palgrave Macmillan, 2008)
- Fighting Spirit: The Memoirs of Major Horie Yoshitaka and the Battle of Iwo Jima(United States Naval Institute Press, 2011)（堀江芳孝『闘魂　硫黄島』の英訳）

### 共著
- ロバート, エルドリッヂ、ケント, ギルバート『危険な沖縄 親日米国人のホンネ警告』産経新聞出版、2016年2月10日。ISBN 978-4-8191-12765。
- ロバート・D・エルドリッヂ、釈量子『一緒に考えよう！沖縄』幸福実現党、2016年5月。ISBN 9784863957862。

- ロバート・D・エルドリッヂ、宮崎政久、仲村覚、仲新城誠、兼次映利加『沖縄の危機！ ―『平和』が引き起こす暴力の現場』青林堂、2017年1月20日。ISBN 978-4792605773。
- ロバート・D・エルドリッヂ、石平『これはもう第三次世界大戦どうする日本 “プーチンの核”“台湾侵攻”どっちが先か』ワニブックス、2022年

### 英訳
- Secret Talks between Tokyo and Washington: The Memoirs of Miyazawa Kiichi (Lanham: Lexington Books, 2007)（宮澤喜一『東京―ワシントンの密談』という回顧録の英訳）
- The Diplomatic History of Postwar Japan (London: Routledge, 2010)（五百旗頭真編『戦後日本外交史』の英訳）
- Japan’s Backroom Politics: Factions in a Multiparty Age (Lexington Books, forthcoming 2012)（渡邊恒雄『派閥と多党化時代―政治の密室』の英訳）
- Changing Security Policies in Postwar Japan（Lexington Books, 2017）（佐瀬昌盛『むしろ素人の方がよい　防衛庁長官・坂田道太が成し遂げた政策の大転換』の英訳）

## 主な論文（一部）
- 「サンフランシスコ講和条約と沖縄の処理　―『潜在主権』をめぐる吉田・ダレスの『交渉』―」『第5回読売論壇新人賞入選論文集’99』（読売新聞社、1999年）
- 「沖縄が求めること、沖縄に求めること」『中央公論』2000年8月号、158-175頁
- 「『沖縄問題』でも歴史認識が問われている」『中央公論』2001年10月号、140-148頁
- 「沖縄の危機が深まっている」『論座』2002年9月、182-189頁
- 「人道支援と救援活動への対応」（共著）、『SECURITARIAN』nos. 557、558、559（2005年4月-6月）
- 「どこにも行かない『ロードマップ』」『中央公論』2006年7月、114-125頁 ASIN B000FVGO0E
- 「序幕は過去に開く―公文書公開と民主主義―」『アステイオン』第69号（2008年10月）、129-151頁
- 「トモダチ作戦の舞台裏―米軍・自衛隊の思惑が交錯した日米調整所―」『中央公論』第126巻、第10号（2011年9月）60-68頁 ASIN B005EMLFKI
- 「ジョージ・ケナンの未公開書簡を読み解く―対ソ連「封じ込め政策」で知られる“冷戦の士”の苦悩―」『中央公論』第126巻、第11号（2011年10月）、110-117頁
- 「日米同盟の現状―『トモダチ作戦』の教訓と今後の日米同盟―」慶応義塾大学編『三色旗』第758号（2011年10月）、14-18頁